# Laurenzi-Kirche (Neulengbach)

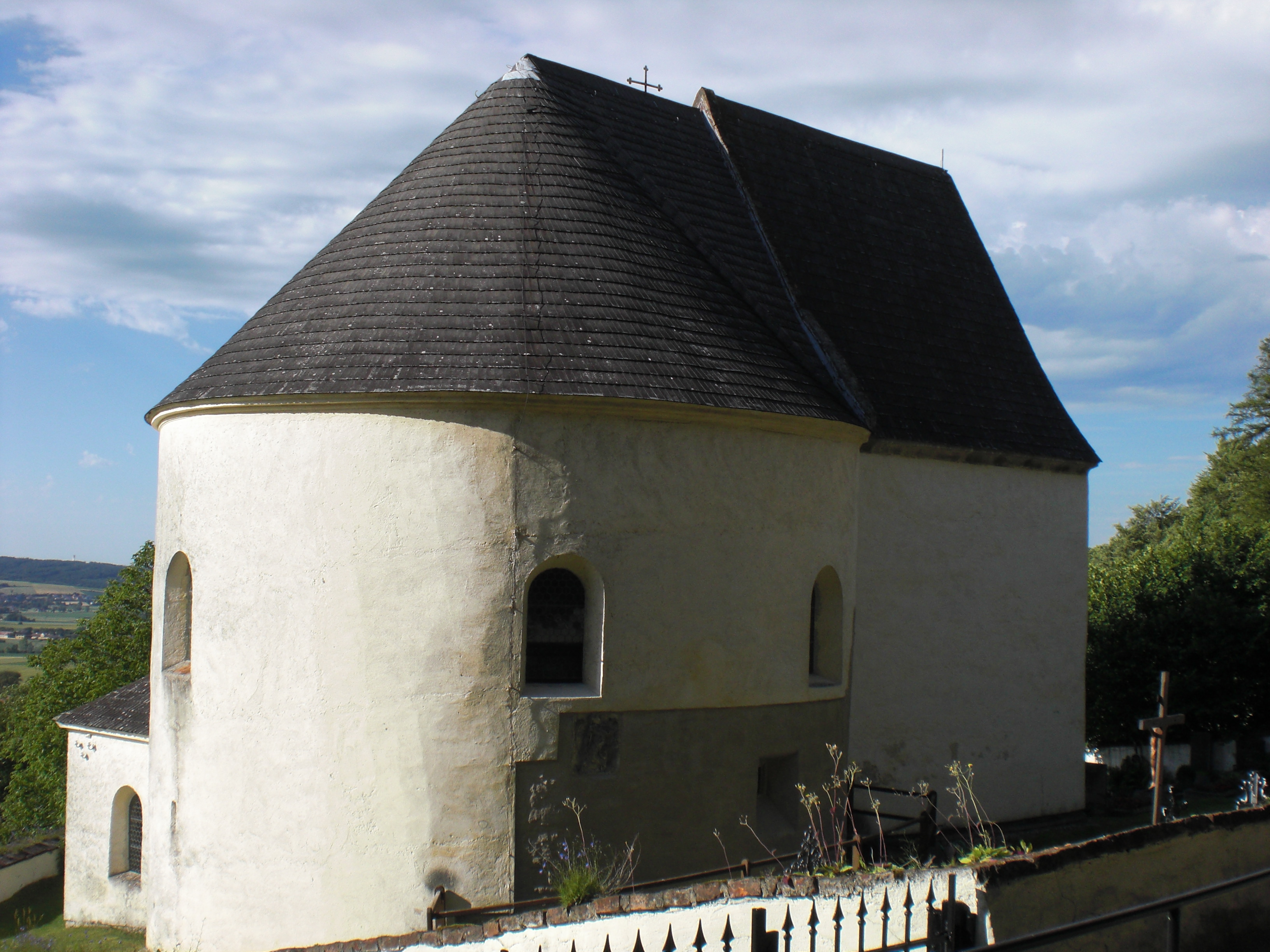
Die Laurenzi-Kirche von Südwesten. Unterhalb des Rundbogenfensters befindet sich ein römisches Relief.

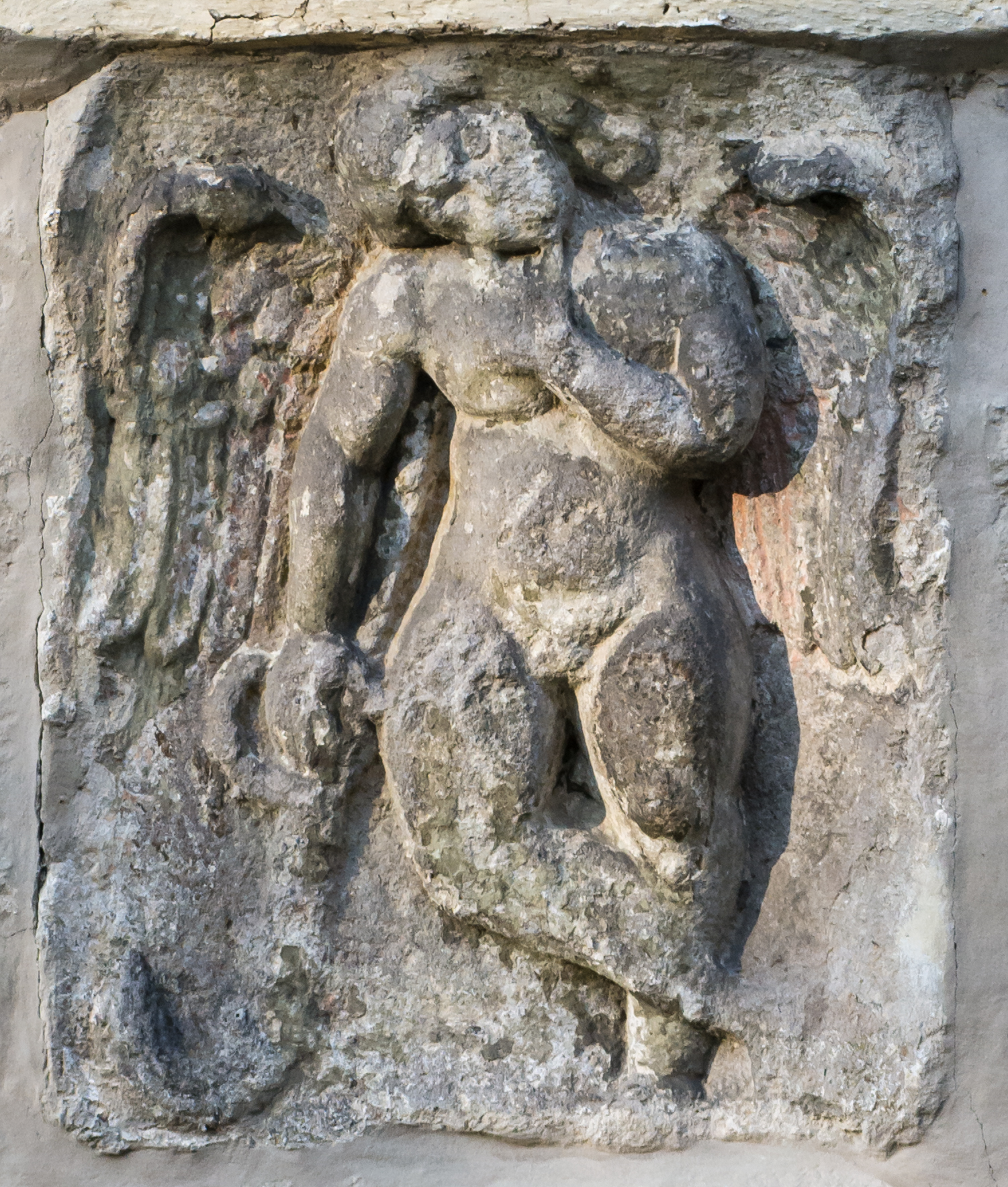
Römisches Relief eines geflügelter Todesgenius mit gesenkter Fackel

Die Filialkirche St. Laurentius, genannt Laurenzi-Kirche, ist eine römisch-katholische, dem heiligen Laurentius geweihte romanische Kirche in der Streusiedlung Haag bei Markersdorf in der Gemeinde Neulengbach in Niederösterreich.
Die Kirche liegt am Westhang des Buchbergs in erhöhter Lage. Die Kirche wurde in der zweiten Hälfte des 12. Jahrhunderts errichtet. An die romanische Rundkirche wurde um 1500 an der Ostseite ein spätgotischer Chor angebaut, später noch an der Nordseite ein Turm.
St. Laurentius war von 1339 bis 1528 Pfarrkirche; 1529 brannte sie im Zug der Ersten Türkenbelagerung ab und ist seit 1544 Filiale von Neulengbach.
Die Kirche enthält Spolien aus der Römerzeit. An der Südseite der Außenmauer ist ein römischer Stein eingemauert, der aus einer Grabädikula aus dem 3. Jahrhundert stammt und ein Relief eines geflügelten Todesgenius zeigt.